# 369 (số)
369 (ba trăm sáu mươi chín) là một số tự nhiên ngay sau 368 và ngay trước 370.